# 크루저 (프로게이머)
크루저(본명: 정예찬, 2003년 10월 12일 ~ )는 대한민국의 리그 오브 레전드 프로게이머로 포지션은 미드라이너이다. 아이디는 Cruiser이다.

## 선수 생활
2021시즌을 앞두고 리브 샌드박스의 2군팀으로 콜업되면서 프로 커리어를 시작했다. 2021시즌이 끝나고 팀에서 퇴단했다.

## 소속팀
| # | 팀명          | 소속 기간          | 소속 리그 | 비고 |
| - | ------------- | ------------------ | --------- | ---- |
| 1 | 리브 샌드박스 | 2021.01~2021.11.26 | LCK       |      |